# Исторический институционализм
Исторический институционализм (англ. historical institutionalism, далее — ИИ) — направление в рамках нового институционализма, которое изучает институты, изменение их во времени, а также то, как эти изменения влияют на формирование политических, экономических и социальных процессов. Исследователи, работающие в рамках ИИ, утверждают, что он является не теорией, а, скорее, «теоретическим направлением» или «теоретической традицией».

## Становление и развитие ИИ
ИИ является достаточно молодым научным направлением, однако методология с упором на историю применялась значительно раньше его непосредственного возникновения.
Зарождение ИИ произошло в конце 1970-х – 1980 годов. Как отмечает С. Штейнмо : 

«К 1960-1970-м гг. социология была разделена на два далёких друг от друга направления: с одной стороны, микро-анализ политического поведения, не опирающийся на теорию, с другой – макро-теории (марксизм, функционализм, системная теория, теория рационального выбора и др.), которым не доставало эмпирических доказательств. [...] Не обязательно отрицая цели социологии, многие исследователи продолжали интересоваться мезо-анализом и среднеуровневыми теориями. Разочарованных всеобъемлющими теориями и незаинтересованных чисто техническим  подходом бихевиоризма социологов продолжали привлекать события, происходящие в реальном мире. Здесь и зародился исторический институционализм». Оригинальный текст (англ.)By the 1960s and 1970s, social science's cutting edges had moved in quite distinct directions: the largely a-theoretical micro-analyses of political behaviour on the one hand; and the macro- (and remarkably non-empirical) theorizing of Marxism, Functionalism, Systems Theory and Rational Choice on the other. [...] Without necessarily denying the goal of social science qua science, many continued to be interested in the meso-level analysis and middle-ranged theory. Dissapointed with grand theory and bored or simply uninsterested in  the technical approach of behaviouralism, many political scientists continued to be interested in real world outcomes. It was here that historical institutionalism was born. 
Ответом на тенденции, описанные С. Штейнмо стало появление сравнительных исследований, в которых авторы рассматривали влияние исторического контекста на дальнейшее развитие событий. Среди них можно отметить «States and Social Revolutions» (Т. Скочпол), «Between Power and Plenty» (П. Каценштейн) и др.
Окончательное оформление ИИ в качестве самостоятельного направления произошло в 1990-х гг.  Одними из наиболее влиятельных работ в этот период стали «Institutions, Institutional Change, and Economic Performance» (Д. Норт) и «Structuring Politics: Historical Institutionalism in Comparative Analysis» (С. Штейнмо, К. Телен, Ф. Лонгстрет).
На ранних этапах ИИ в центре внимания исследователей являлись вопросы того, как институты влияют на поведение игроков, тогда как в 2000-е гг. акцент начал смещаться в сторону институциональных изменений.

## Взгляд на историю

### Темпоральность
Темпоральность является фундаментальным понятием в ИИ, которое означает, что история представляет собой не набор случайных событий, а цепочку, в которой каждое звено так или иначе взаимосвязано с другими. Его главными характеристиками являются:
1. Непредсказуемость – последствия практически невозможно предугадать;
2. Негибкость – чем больше проходит времени, тем сложнее изменить выбранный курс;
3. Неэффективность – упущенные альтернативы могут оказаться более эффективными;
4. Неэргодичность – случайные события оказывают продолжительное воздействие[1].

### Эффективность истории
Исторические институционалисты критикуют идею «эффективности истории» (Дж. Г. Марч, Й. Олсен), согласно которой эффективный исторический процесс представляет собой «движение быстрыми темпами к достижению уникального решения, которое зависит от контекста  и, следовательно, не зависит от исторического пути». Указывается, что такая модель не учитывает безвозвратные издержки (упущенные возможности, альтернативы и т. д.) в то время как они и другие эффекты наследования играют ключевую роль в процессах развития и эволюции.

### Зависимость от выбранного пути
Ещё одним ключевым элементом исторического институционализма является концепция зависимости от выбранного пути или «эффект колеи» (path dependence). Применительно к историческому институционализму «эффект колеи» означает, что в определённый решающий момент структура института закрепляется, делая, таким образом, появление альтернатив, даже более эффективных, менее вероятным.
Выделяется ряд причин сохранения институтов на протяжении продолжительных периодов времени:
1. «Эффект блокировки» (lock-in effect).  Принятие норм и правил поведения закрепляет баланс сил и политические парадигмы и наделяет их привилегированной позицией.
2. Эффект положительной отдачи (positive feedback effect). Следование правилам поведения, закреплённым институтом, создаёт позитивные внешние эффекты (externalities) для индивидов.
3. Возрастающие блага (increasing returns). Выгоды от воспроизведения одних и тех же социальных отношений увеличиваются со временем.
4. Самоукрепление (self-reinforcing). Институты имеют способность к самоукреплению, создавая взаимодополняющие связи друг с другом и увеличивая ценность тех или иных правил.

### Непредвиденные последствия
Под «непредвиденными последствиями» в ИИ понимается ситуация, при которой институт начинает развиваться в совершенно ином направлении, чем это подразумевалось изначально. Основными причинами этого могут являться когнитивные ограничения создателей института или сложные взаимодействия, которым он подвергается на протяжении своего существования. Сторонники ИИ, однако, утверждают, что непредвиденные последствия могут возникнуть и в случае, если основатели института обладают полной информацией, действуют открыто и не ограниченны во времени.  При этом они отвергают неизбежность непредвиденных последствий, так как в большинстве случаев имеют место разовые политические решения, которые не воспроизводятся во времени.

### Последовательность событий
Для ИИ важную роль играет последовательность событий, поскольку порядок определяет предпочтения игроков, а также их способность принимать решения.  Поэтому события не изолируются во времени, а анализируются с опорой на интересы и контексты, созданные предыдущими событиями.

### Влияние на предпочтения игроков
В отличие от теории рационального выбора, предполагающей, что игрок всегда будет выбирать наиболее выгодную альтернативу, ИИ уделяет особое внимание последовательному сравнению (point-to-point comparison) и институциональному контексту. Первое означает, что при принятии решения игрок будет оценивать не столько будущие выгоды, сколько то, что он сохранит или потеряет при адаптации к новым условиям.  Второе подразумевает, что решения игрока будут зависеть от социального и институционального окружения. Таким образом, его предпочтения будут во многом зависеть от ранее принятых решений.

## Институты и институциональные изменения

### Понятие института в ИИ
В ИИ институт определяется как совокупность формальных и неформальных правил поведения, организующих взаимоотношения между людьми. При этом институты, как правило, отделяются от организаций. Например, Д. Норт утверждает, что и одни, и другие регулируют отношения социальные отношения, но если институты утверждают правила игры, то в рамках организаций происходит «моделирование стратегий и навыков». Вместе с тем влияние институтов и организаций друг на друга является взаимным: организации возникают в институциональных рамках и в то же время выступают в качестве агентов институциональных изменений.

### Природа институциональных изменений
В ИИ существует два основных подхода к институциональным изменениям .
Первый рассматривает институты как «точки равновесия», которые, будучи достигнутыми, адаптируются к новым условиям, не меняя своей сути. Равновесие может быть нарушено  внешним «экзогенным шоком», после которого институт претерпевает значительные трансформации. Данный подход имеет общие черты с теорией прерывистого равновесия, позаимствованной С. Краснером из биологии.
Согласно второму подходу игроки играют более значимую роль в институциональных изменениях. Институты видятся как «арены конфликта» между теми, кто устанавливает правила (rule-makers), и теми, кто хочет адаптировать их в соответствие со своими интересами и нуждами (rule-takers). Таким образом, институциональные изменения становятся обусловлены не внешними факторами, а внутренними динамическими компонентами.

### Роль формальных и неформальных правил
Важную роль в трансформации институтов играет взаимодействие формальных и неформальных правил. Первые ассоциируются с законами и иными официально закреплёнными нормами, тогда как вторые включают в себя обычаи, традиции, нормы морали и так далее.
Исторические институционалисты по-разному оценивают взаимоотношения между формальными и неформальными правилами. Согласной одной точке зрения, для того, чтобы законы были эффективны, они не должны противоречить неформальным правилам в обществе. По другой, формальные правила, как правило, более прогрессивны, а неформальные видятся своего рода реликтами прошлого и обузой, поэтому они должны быть преодолены.
С. Пейович выделил четыре типа взаимодействий между формальными и неформальными правилами:
1. Формальные правила подавляют неформальные, но не способны их изменить (антитабачные законы);
2. Формальные и неформальные правила находятся в конфронтации (запрет религиозных организаций);
3. Формальные правила существуют, но игнорируются;
4. Формальные и неформальные правила взаимодействуют (законы о защите прав собственности)

## Проблемы и критика
ИИ часто упрекается в том, что он претендует на статус отдельной теории, не имея при этом универсального инструментария и понятийного аппарата. Критике подвергается также и индуктивный подход исторических институционалистов, которые, не обрисовывая общей картины, исследуют частные случаи и пытаются вывести из них общие понятия. Сторонники теории рационального выбора в институционализме отмечают, что такая методология не имеет под собой теоретических оснований, и описывают её как обычный «пересказ истории» .
Кроме этого, Б. Г. Питерс, Дж. Пьер и Д. С. Кинг выделяют целый ряд проблем ИИ. Во-первых, он не объясняет процесс принятия той или иной политической программы. Во-вторых, исследователи ИИ часто переоценивают значимость чиновников и бюрократов в процессе принятия решений. В-третьих, наблюдается преувеличение значения институтов и преуменьшение роли идей. В-четвёртых, в ИИ слабо представлена роль агентов изменений. Наконец, главным недостатком ИИ является чрезмерный упор на «эффект колеи», который не позволяет эффективно описывать институциональные изменения.